# HD 69142
HD 69142 är en multipelstjärna belägen i den södra delen av stjärnbilden Akterskeppet. som också har Bayer-beteckningen h2 Puppis. Den har en skenbar magnitud av ca 4,44 och är svagt synlig för blotta ögat där ljusföroreningar ej förekommer. Baserat på parallaxmätning inom Hipparcosuppdraget på ca 10,9 mas, beräknas den befinna sig på ett avstånd på ca 300 ljusår (ca 91 parsek) från solen. Den rör sig bort från solen med en heliocentrisk radialhastighet på ca 14 km/s.

## Egenskaper
Primärstjärnan HD 69142 A är en orange till gul jättestjärna av spektralklass K1 II-III Den har en massa som är ca 1,8 solmassor, en radie som är ca 23 solradier och har ca 207 gånger solens utstrålning av energi från dess fotosfär vid en genomsnittlig effektiv temperatur av ca 4 500 K.
Primärstjärnan är en spektroskopisk dubbelstjärna  med en omloppsperiod av 2,55 år och excentricitet 0,4. Den har en mera avlägsen följeslagare, HD 69142 B, som är en stjärna av magnitud 9,5 och som ligger separerad med 59,4 bågsekunder från primärstjärnan.